# Флондора (Ботошани)
Флондора (рум. Flondora) насеље је у Румунији у округу Ботошани у општини Манољаса. Oпштина се налази на надморској висини од 129 m.

## Становништво
Према подацима из 2002. године у насељу је живело 581 становника, од којих су сви румунске националности.